# National Council of Jewish Women
National Council of Jewish Women (NCJW), är en judisk kvinnoförening i USA, grundad 1893.
Den är den äldsta judiska kvinnoorganisationen i USA. Den verkar för kvinnors rättigheter i både USA och Israel, har kontor i båda staterna, och samarbetar med israeliska kvinnoorganisationer. 
NCJW betraktas som en pionjärförening för den judiska kvinnorörelsen. Varje gång National Council of Jewish Women (NCJW) höll ett möte, bjöds ledarna för kvinnoorganisationerna in till det; det första mötet hölls 1893, och det var början på en internationell judisk kvinnorörelse. Någon internationell judisk kvinnoorganisation fanns dock inte, och under NCJW:s möte i London 1899 föreslogs första gången att skapa ett sådant. Som svar på detta skapades först Union of Jewish Women of England och därefter Jüdischer Frauenbund, och slutligen bildade dessa tre föreningar International Council of Jewish Women år 1912.